# Farnières

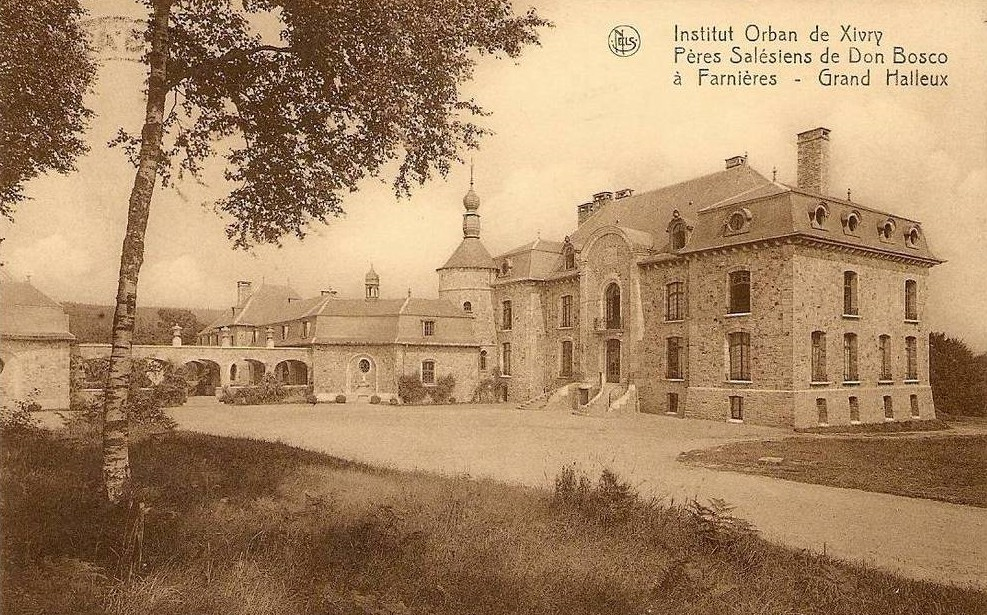

Farnières is een gehucht in de Belgische gemeente Vielsalm. Voor de fusie van Belgische gemeenten in 1977 behoorde deze plaats tot de gemeente Grand-Halleux. Farnières ligt in de provincie Luxemburg.
Farnières zou in het Nederlands "Oord van de es" betekenen. Het gehucht ligt op het kruispunt van twee oude wegen, namelijk de weg van Lierneux naar Grand-Halleux en de weg van Vielsalm naar Saint-Jacques. Deze laatste weg is een etappe op de bedevaartweg naar Compostella.

## Bezienswaardigheden
- Kasteel van Farnières
- Kapel van Farnières

Deelgemeenten: Bihain · Grand-Halleux · Petit-Thier · Vielsalm

Overige dorpen: Bêche · Burtonville · Cahay · Commanster · La Comté · Dairomont · Ennal · Farnières · Fraiture · Goronne· Hébronval · Joubiéval · Neuville · Ottré · Petit-Halleux · Petit-Tailles · Provedroux · Regné · Rencheux · Salmchâteau · Ville-du-Bois 

Belgische gemeenten · Arrondissement Bastenaken · Luxemburg · Wallonië